# 4356 Марафон
4356 Марафо́н або 4356 Марато́н (англ. 4356 Marathon) — астероїд головного поясу, відкритий 17 жовтня 1960 року.
Тіссеранів параметр щодо Юпітера — 3,286.